# Toen ik je zag (boek)
Toen ik je zag: mijn leven met Antonie is een autobiografische roman geschreven door actrice en schrijfster Isa Hoes. Het boek is een persoonlijk verslag van de Nederlandse actrice en schrijfster over haar relatie met haar man, de acteur en muzikant Antonie Kamerling, die zichzelf in 2010 van het leven beroofde terwijl hij zwaar depressief was.
Toen ik je zag: mijn leven met Antonie was haar eerste boek en stond wekenlang op nummer één in de bestsellerlijst met meer dan 250.000 verkochte exemplaren. In 2016 ontving ze een Gouden Boek voor het boek.